# Леденьга (посёлок)
Леденьга — посёлок в Бабушкинском районе Вологодской области.
Входит в состав Бабушкинского сельского поселения, с точки зрения административно-территориального деления — в Леденьгский сельсовет.

## География
Расстояние до районного центра села имени Бабушкина по автодороге — 23 км. Ближайший населённый пункт — Юрманга.
В 1999 году внесён в реестр населённых пунктов Вологодской области как деревня Леденьга. В 2001 году название изменено на посёлок Леденьга.

## История
В 1966 г. указом президиума ВС РСФСР поселок лесоучастка квартала № 13 переименован в Леденьга.

## Население
| 2010 |
| ---- |
| 23   |